# 北総鉄道7260形電車
北総鉄道7260形電車（ほくそうてつどう7260がたでんしゃ）は、2006年3月に北総鉄道が京成電鉄（京成）からリースを受けて導入した通勤形電車。

## 概要
2006年3月に京成から3300形のリースを受けることで登場した。京成から3300形1次車の3308編成・3316編成をリースした7268 - 7261が在籍していた。
経年形式のリースのため、京成3300形で新車導入時に発生した余剰車で定期検査期限に余裕がある車両、もしくは車齢の浅い車両などを優先的に8両をリースすることにし、短期間での同形式内での車両の入れ替わりもある。京成電鉄に返却した車両は営業運転に戻らずに、廃車・解体する方針となる。
リースに際しての改造などは、7250形と同様に帯色変更と改番・リースに伴う車両番号・社名ステッカーの貼付、停車駅予報装置の撤去、旧車両番号と社名文字プレートの撤去のみである。車号表記のフォントはヘルベチカ。そのため7264 - 7261と7268 - 7265は室内や台車などが異なる。後者の種車は更新時にクロスシート試作車となり後にロングシートに改造されたが他車と異なりバケットシートである。
8両単位でのリースが原則で、車両番号の付番は7261 - 7268といった順で、東京都交通局（都営地下鉄）浅草線と相互直通運転する各社局の慣例により編成名は南方（浦賀方）先頭車の車両番号から、7268編成と称される。

### 7268編成 編成表
|                               | ← 浦賀印旛日本医大 → |      |      |      |   |      |      |      |      |
| 北総7260形 7268編成           | 7268                 | 7267 | 7266 | 7265 | + | 7264 | 7263 | 7262 | 7261 |
|                               | ↑改番                |      |      |      |   |      |      |      |      |
| 京成3300形 3308編成・3316編成 | 3316                 | 3315 | 3314 | 3313 | + | 3308 | 3307 | 3306 | 3305 |

### 7250形との相違
この形式は、リースに先立ってC-ATSを設置（3316→7268と3305→7261のみ）した点と、側面種別・行先表示器の位置と前面貫通扉の窓ガラス支持方式も7250形と異なる。一時期、同形式とされたが記念切符に記されているように現在、公称は区別されている。

## 運用
2003年以降経年形式リース車は1編成のみで、北総鉄道では唯一の抵抗制御車になったとともに関東では現役最古の地下鉄直通車両（日本最古は阪急3300系電車）となっていた。そのため運用の場は限定されることが多くなっていた。
2010年7月17日の成田スカイアクセス線開業に伴うダイヤ改正に対応するため、直前の2010年7月中旬に種別幕がこれまでの京成時代の幕から北総オリジナルの幕に交換された。京急蒲田駅高架化に伴う改正直後の2012年11月には、7261号車･7268号車前面の行先幕を、従来の青地（リース当時からの使用品）から黒地（内容は北総標準仕様）に交換された。
2015年3月3日、同年3月22日をもって引退することが発表された。当日は印旛車両基地で車両撮影会が行われ、この日をもって運用を終了した。代替は、京成3700形の追加リースを受け対応している。